# Dumium
Dumium (łac. Dioecesis Dumiensis) – stolica historycznej diecezji w Portugalii, erygowanej w roku 558, a zlikwidowanej w roku 1114. Współcześnie miejscowość Dume w dystrykcie Braga. Obecnie katolickie biskupstwo tytularne.

## Biskupi tytularni
| Lp. | Biskup                            | Funkcja                                  | Od                   | Do              |
| --- | --------------------------------- | ---------------------------------------- | -------------------- | --------------- |
| 1   | Manuel Ferreira Cabral            | biskup pomocniczy Bragi (Portugalia)     | 21 października 1972 | 12 grudnia 1981 |
| 2   | Carlos Francisco Martins Pinheiro | biskup pomocniczy Bragi (Portugalia)     | 16 lutego 1985       | 4 czerwca 2010  |
| 3   | Crispin Ojeda Márquez             | biskup pomocniczy Miasta Meksyk (Meksyk) | 4 czerwca 2011       | 27 lipca 2018   |
| 4   | Timoteo Solórzano Rojas           | biskup pomocniczy Trujillo (Peru)        | 6 listopada 2018     | 18 czerwca 2022 |
| 5   | Delfim Gomes                      | biskup pomocniczy Bragi (Portugalia)     | 7 października 2022  |                 |